# Resident Evil (поредица)
 Тази статия е за играта.  За филма от 2002 г. вижте Заразно зло.  За филмовата поредица вижте Заразно зло (филмова поредица).
Resident Evil (на български: Заразно зло; на японски バイオハザード), още позната като Biohazard в Япония, е поредица видеоигри, създадена от Шинджи Миками (Shinji Mikami) и Токуро Фуджиуара (Tokuro Fujiwara), но е собственост на Capcom.
Поредицата се фокусира над серия от игри чийто жанр е ужаси-оцеляване. С времето тя се превръща в комикси, книги, анимации, филми и екшън-фигури. Има много различни герои в играта, всички от които се бият със зомбита и други чудовища, заради пускането на Т-вирусът, разработен от измислената компания-гигант Амбрела Корпорейшън (Umbrella Corporation) и други организации в игрите след първата.
Първата игра в поредицата е пусната през 1996 г. Поредицата е микс от екшън, сюжет от филми на ужасите, изследване, решаване на пъзели, но от Заразно Зло 4 нататък, повечето игри са стрелба от трето лице, с по-малко пъзели и по-голямо съсредоточаване над оръжията и стрелбата.

## Umbrella Corporation
Umbrella Corporation (на български: Амбрела Корпорейшън; буквално Чадър Корпорация) е главният, и единствен суперзлодей, и по-точно фирма суперзлодей. Амбрелла Корп. е най-голямата фирма за медицински потребности, лекарства и др. Изглеждат съвсем безобидни, но под логото на червено-бял чадър се крие голяма тайна – Т-вирусът и много други био-оръжия и експериментални лекарства. И буквално под Ракуун Сити е построена гигантска лаборатория наречена „Кошерът“. От там, Т-вирусът се измъква, но в нестабилно състояние. Той превръща всички в зомбита.
Umbrella Corporation е една от най-популярните измислени компании/организации.